# Мидлсекский университет
Миддлсекский университет (англ. Middlesex University) — британский университет, расположенный в северном Лондоне в графстве Миддлсекс, откуда и берёт своё название. Как и большинство бывших «политехов» в Великобритании, университет Мидлсекс, как высшее учебное заведение, был основан относительно недавно (в 1973 году), однако может проследить свою историю почти до середины девятнадцатого века.
Мидлсекский университет входит в число 500 лучших университетов мира по версии журнала Times Higher Education. В рейтинге, составленном британской компанией Quacquarelli Symonds, Мидлсекский университет входит в топ 750 мировых университетов, а по специальности «Искусство и дизайн» он назван в числе 150 лучших вузов в мире.

## История
Миддлсекский университет сформировался за счет объединения небольших школ и колледжей в северном Лондоне. Пожалуй, одним из самых знаменитых и старых учреждений, образующих сегодня Миддлсекский университет является школа искусств Hornsey College of Art, основанная в 1882 году. Другими основополагающими учреждениями являются Ponders End Technical Institute (основанный в 1901 году) и Hendon Technical Institute (основанный в 1939 году). В январе 1973 года все три учреждения были объединены в Миддлсекский политехнический институт. До получения университетского статуса в 1992 году, Миддлсекс «слился» ещё с тремя колледжами в северном Лондоне. В 1990-х годах университет продолжил расширяться за счет «поглощения» других образовательных учреждений, но также приступил к наращиванию международного присутствия, открыв первые региональные офисы в Европе. К маю 2009 года Миддлсекский университет насчитывал уже 15 таких офисов по всему миру. В 2000 года университет запустил большую программу реструктуризации, результатами которой, в частности, стали полный ребрендинг в 2003 году, закрытие нескольких кампусов в 2005—2008 годах, расширение других кампусов и консолидация деятельности университета в немногочисленных и более крупных кампусах в северном Лондоне.
Основные события:
- 1878 — в Тоттенхэме основан колледж Святой Екатерины (англ. St Katherine's College).
- 1882 — основана школа искусств Hornsey College of Art.
- 1901 — открывается Ponders End Technical Institute.
- 1939 — открывается Hendon Technical Institute.
- 1947 — открывается Trent Park College of Education.
- 1962 — открывается New College of Speech and Drama.
- 1964 — сформирован колледж Всех святых (англ. The College of All Saints) путём объединения с Berridge House.
- 1973 — сформирован политехнический институт Миддлсекс.
- 1974 — Trent Park College of Education и New College of Speech and Drama становятся частью политехнического института Миддлсекс.
- 1978 — колледж Всех святых в Тоттенхэме присоединяется к политехническому институту Миддлсекс.
- 1992 — сформирован университет Миддлсекс; баронесса Берил Плэт становится первым церемониальным ректором университета; первый региональный офис открывается в Куала-Лумпур, Малайзия.
- 1994 — Лондонский колледж танца (англ. The London College of Dance) становится частью университета Миддлсекс.
- 1995 — Лондонский колледж здравоохранение (англ. North London College of Health) присоединяется к университету Миддлсекс; открываются представительства в Европе.
- 1996 — Майкл Дрискол становится исполнительным ректором; университет получает первую Королевскую награду в области высшего и дополнительного образования.
- 1998 — совместно с Университетским колледжем Лондона университет Миддлсекс выкупает у Государственной службы здравоохранения Виттингтонский госпиталь (англ. Whittington Hospital); получена вторая Королевская награда в области высшего и дополнительного образования.
- 1999 — Университет получает статус «Инвестора в развитие людей» (англ. Investors in People).
- 2000 — барон Аллан Шеппард становится церемониальным ректором; открывается Музей дихайна и архитектуры (англ. Museum of Domestic Design and Architecture) в кампусе Cat Hill; университет получает третью Королевскую награду в области высшего и дополнительного образования; начинается масштабное преобразование кампуса Hendon.
- 2003 — начатый в 2001 году ребрендинг завершен с утверждением нового логотипа; закрывается кампус Bounds Green; получена Королевская награда в области предпринимательства.
- 2004 — в рамках Школы здравоохранения и общественных наук учрежден Лондонский спортивный институт (англ. London Sport Institute).
- 2005 — первый заграничный кампус открывается в Дубае, Объединённые Арабские Эмираты; закрывается кампус Tottenham.
- 2008 — закрывается кампус Enfield — факультеты и студенты переезжают в новые помещения в кампусе Hendon.
- 2009 — второй заграничный кампус открывается на Маврикии.
- 2010 — факультет философии переезжает в Кингстонский университет на фоне массовых протестов студентов против его полного закрытия, ранее принятого университетом.
- 2011 — университет получает вторую Королевскую награду в области предпринимательства; после принятия нового закона о высшем образовании Миддлсекс поднимает стоимость обучения до максимально допустимого уровня — 9 тыс. фунтов стерлингов в год.

## Кампусы
Факультеты университета Миддлсекс находятся в четырёх районах в северном Лондоне: Hendon, Archway, Cat Hill и Trent Park. Вместе они образуют три кампуса (формально, Cat Hill и Trent Park объединены в один кампус из-за близкого расположения друг к другу). Все кампусы находятся в северной части Лондона и каждый имеет свою историю и особенности. Кампус Trent Park, например, является наиболее интересными с точки зрения архитектуры и истории. Последние несколько лет Миддлсекс концентрирует большую часть своей деятельности в кампусе Hendon. В результате, несколько кампусов — в частности, Tottenham и Enfield были закрыты в 2005 и 2008 годах соответственно. В то же время для того, чтобы принять новых студентов кампус Hendon был существенно расширен и получил значительные инвестиции в инфраструктуру и обновление учебной техники.
Начиная с 2004 года, Миддлсекс также управляет заграничным кампусом в Дубае (ОАЭ), а в октябре 2009 года открыл ещё один кампус на Маврикии.

### Кампусы в Великобритании

#### Hendon
Кампус Hendon является наиболее динамичным и популярным кампусом университета. Он расположен в северо-западном районе Лондона, недалеко от станции метро «Хэндон Централ» (англ. Hendon Central). Основное здание кампуса (т. н. «колледж») было построено в нео-георгианском стиле Генри Буршетом в 1939 году и являлось тогда частью «Хэндонского техникума» (англ. Hendon Technical Institute). Впоследствии оно было расширено добавлением новой столовой в 1955 году и нового инженерного блока (т. н. «здание Вильямса»; англ. the Williams Building) в 1969 году Кампус Hendon был значительно преобразован в рамках новой стратегии развития университета, инициированной в 2000 году. В частности, основной корпус был полностью реконструирован с добавлением остекленного потолка во внутреннием дворе «Рикетс» (англ. Ricketts Quadrangle), а в 2004 году на территории кампуса был открыт новый «Центр обучения» (англ. Learning Resource Centre), библиотека Шеппарда (англ. The Sheppard Library). Также здесь находится один из немногих в Великобритании кортов для игры в реал-теннис. В сентябре 2011 году ожидается открытие нового современного здания, которое разместит в себе фотостудии, научно-исследовательские лаборатории, а также студии аудио и видео записи факультета искусства и дизайна.

#### Trent Park
Кампус Trent Park находится в загородном парке площадью 1,67 км², который в XIV веке являлся местом охоты английского короля Генриха IV. Центром кампуса служит особняк, спроектированный Уильямом Чемберсом в XVIII веке.

## Известные выпускники
Брендан Кавана — современный британский пианист и преподаватель фортепиано; получил в университете степень бакалавра с отличием по английскому языку.

## Галерея

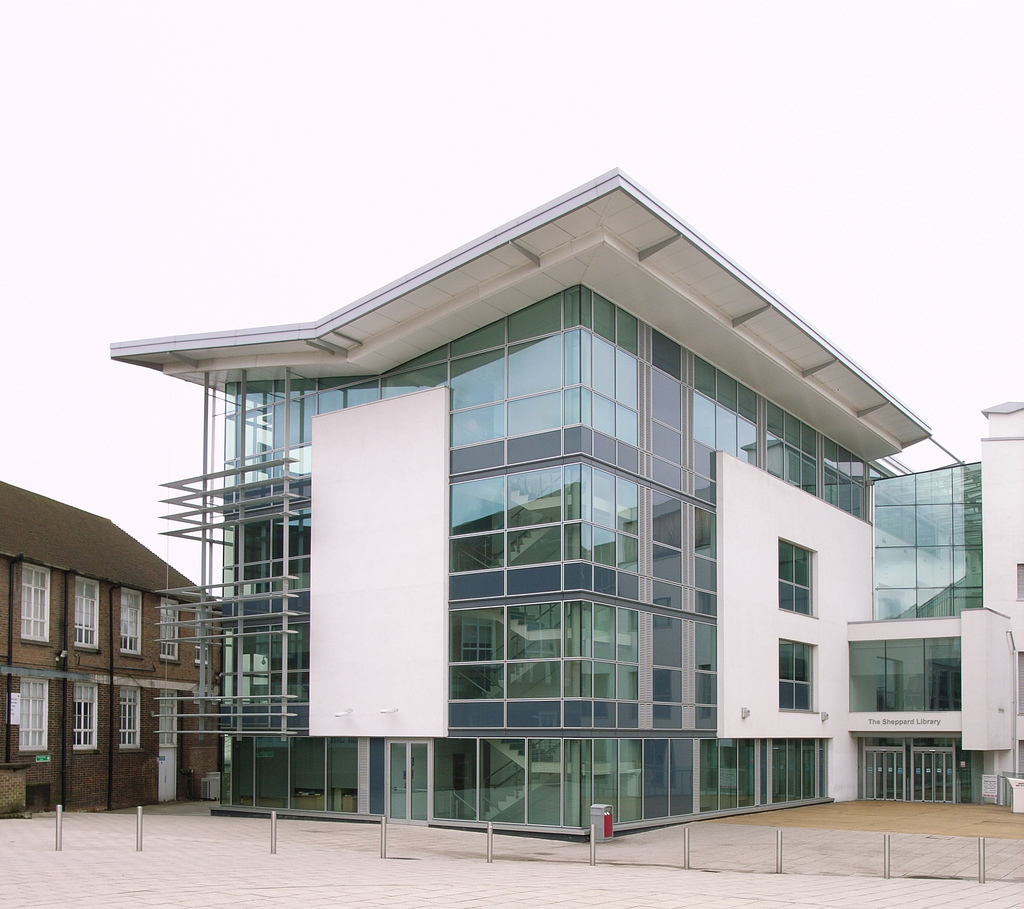
Библиотека Шеппарда
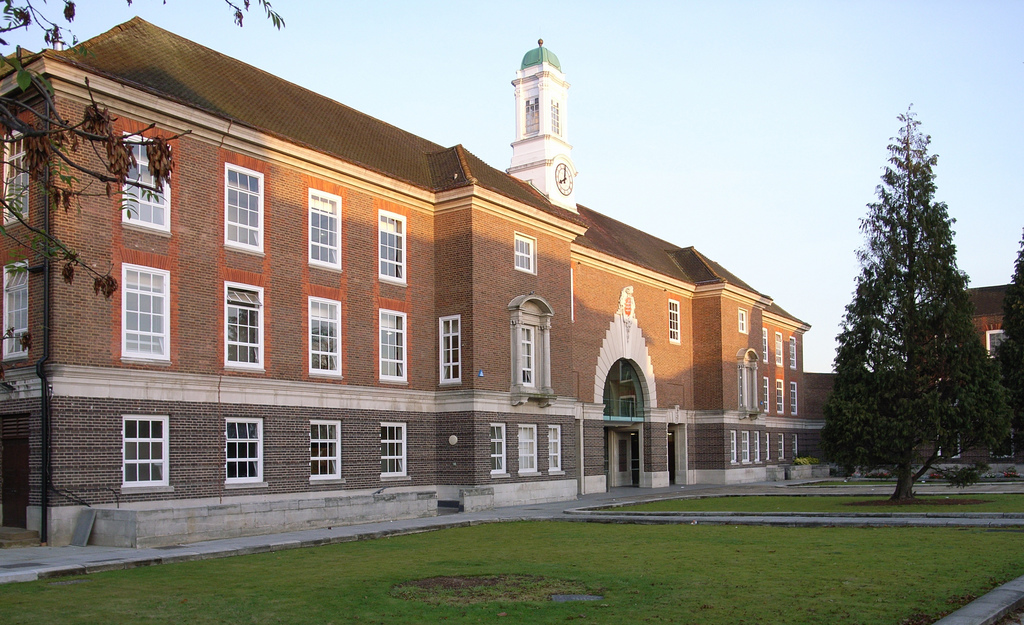
Основное здание («колледж») в кампусе Hendon
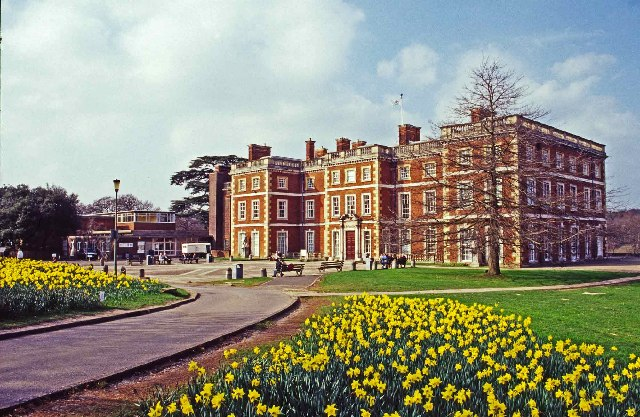
Особняк в кампусе Trent Park